# La Teca
La teca (títol complet La teca: la veritable cuina casolana de Catalunya) és un llibre de cuina del cuiner català Ignasi Domènech i Puigcercós (1874-1956), publicat per primera vegada el 1924.
És el best-seller català d'aquesta mena de llibres i s'ha reeditat manta vegades. Segons Jaume Fàbrega, era un clàssic regal de casament.

## Edicions
Actualment es pot trobar al mercat la 18a edició (2a a Cossetània Edicions) de 2006 amb ISBN 978-84-9791-087-3. Els hereus de Domènech en mantenen la propietat intel·lectual i això ha dificultat de poder-ne fer una edició crítica o posada al dia (per exemple, amb una estructura més clara de les receptes amb ingredients, mides, etc., sense les referències sexistes pròpies de la seva època, etc.).
Se'n poden localitzar almenys aquestes edicions:
- ?? ed - Tipografia Bonet, 192?
- ?? ed - Quintilla i Cardona, [1936]
- 5a ed. - Quintilla Cardona, [1945?]
- 7a ed. - Quintilla Cardona, [195-?]
- 8a ed. - 1960
- 9a ed. - Quintilla i Cardona, 1960
- 10a ed. - Quintilla i Cardona, 1960
- 11a ed. - Quintilla i Cardona, 1971
- 12a ed. - Març 80, 1980 - ISBN 8485725018
- 13a ed. - Març 80, 1981
- 14a ed. - Març 80, 1984
- 15a ed. - Març 80, 1990
- 16a ed. - Març 80, 1994
- 17a ed. (1a ed. a Cossetània) - Cossetània, 2005 - ISBN 978-84-9791-087-3
- 18a ed. (2a ed. a Cossetània) - Cossetània, 2006

## Contingut
El llibre recull receptes tant tradicionals catalanes i mallorquines, com d'altres d'internacionals o franceses recollides arreu per l'autor durant la seva llarga experiència com a cuiner a París, Londres, Madrid i Catalunya, i també consells d'administració domèstica de l'estil de com fer sabó, com aprofitar les sobres de pa, com parar un àpat d'etiqueta, etc.
Segons la presentació del mateix autor, "Conté la manera d'organitzar tota classe d'àpats senzills o d'etiqueta, de calcular berenars, sopars, escudelles, cuinats, rostits, salses, llegums, aviram, plats freds, canelons, arrossos, ous fregits, carns, peixos, dolços, merengues, refrescos, còctels, gelats, melmelades, amanides, escalivades, i diverses maneres de fer els púdings i pastes, i molts consells de pràctica i utilitat per comportar-se elegantment a taula, etc.".

## Estructura
El llibre té una estructura que ara es podria considerar una mica caòtica, per exemple té un capítol específicament dedicat a "Receptes mallorquines d'albergínies", i les instruccions d'algunes receptes de vegades són incompletes o massa esquemàtiques per a no iniciats.
El mateix autor cau en contradiccions paradoxals, part de l'encant del llibre, quan per una banda diu "qui tingui afició a la cuina, si sap llegir i escriure, que es proporcioni bons llibres escrits per cuiners acreditats" i dues ratlles més avall diu, "qui es tingui per bon cuiner, que no pregunti a un altre com es fa una cosa, puix li dirien a l'inrevés".

## Estil
Els ingredients i les mides de les receptes no s'indiquen d'una manera sistemàtica, hi ha receptes molt telegràfiques i altres de molt xerraires, etc.
Especifica aquestes mides tradicionals catalanes:
- lliura o terça[2] = 400 g
- unça aproximadament 33 g, aproximadament 3 unces fan 100 g
- petricó aproximadament 25 cl
- També parla sovint d'una xicra[3] com a mida de volum però el llibre no concreta quant és. Una xicra equival a 12,5 cl aproximadament.[4]